# Страж (зупинний пункт)
Стра́ж (біл. Стражы́) — пасажирський залізничний зупинний пункт Мінського відділення Білоруської залізниці на лінії Полоцьк — Молодечно між зупинними пунктами Нивки (4,3 км) та Куренець (9,1 км). Розташований за 1,5 км на південь від села Балаші та за 5,3 км на південний схід від однойменного села Стражі Вілейського району Мінської області.

## Пасажирське сполучення
Приміське сполучення здійснюється поїздами регіональних ліній економкласу до станцій Крулевщизна, Молодечно, Полоцьк.